# 秋上宗信
秋上 宗信（あきあげ むねのぶ）は、戦国時代から安土桃山時代にかけての武将。尼子氏の家臣。尼子十勇士に出てくる秋宅庵助のモデルとされる。

## 生涯
秋上氏は大庭大宮（現神魂神社）の社家一族であり、宗信は秋上綱平の次男として誕生。神職は兄・孝重が継いだため、武将として尼子氏に仕えたものと推測される。家中では侍大将で、禄は備後国に1万石を領した。
永禄6年（1563年）の毛利氏による白鹿城侵攻の際に、救援軍として父・綱平と出陣したが大敗。白鹿城落城後は立原久綱と共に伯耆国尾高城に拠る杉原盛重を攻めるものの、敗北している。永禄8年（1565年）には毛利氏の月山富田城総攻撃において篭城軍に加わり、吉川元春軍を敗走させている。永禄9年（1566年）に月山富田城は落城し、戦国大名としての尼子氏が滅亡。宗信は毛利氏に捕縛されるも、社家であることを理由に解放された。
永禄12年（1569年）、山中幸盛擁する尼子勝久を大将とする尼子再興軍が出雲国忠山城にて挙兵。宗信も父と共に参戦している。尼子氏居城であった月山富田城攻めの総大将に任命されるが、天野隆重の策略にかかり偽の降伏に騙され敗走し、富田城攻めは難航する。そのような中、元亀元年（1570年）1月、尼子再興軍と戦うべく毛利氏は多久和城に進撃するや、宗信は戦う前に戦意を喪失し撤退し、撤退中に追撃を受けて大損害を被った。同年の2月14日、布部山の戦いにて横道秀綱らと共に戦うも敗北、秀綱は戦死したため逃亡した。更に元亀2年（1571年）3月には羽倉孫兵衛らと米子城・尾高城など攻撃するが、孫兵衛は戦死し両城とも奪回出来なかった。同年5月に野村士悦によって毛利氏への服属を促され、遂に父と共に降伏した。一説に、宗信が毛利氏に降った理由は、主君・尼子勝久が宗信を山中幸盛と共に重用する約束であったにも拘わらず、それを果たさなかったからだといわれる。その後は安芸国にて病没したとされている。
一説に亀井茲矩に従った武将・日野之房は宗信のことであるという。鳥取県鳥取市鹿野町の幸盛寺にその墓があり、文禄3年（1594年）11月29日没、法名は高譽壽性居士という。